# Badr bin Abdulaziz Al Saud
Prinz Badr bin Abdulaziz Al Saud (* 1932; † 1. April 2013) (arabisch بدر بن عبد العزيز آل سعود, DMG Badr b. ʿAbd al-ʿAzīz Āl Saʿūd) war langjähriger stellvertretender Kommandeur der saudi-arabischen Nationalgarde und hochrangiges Mitglied der Königsfamilie.

## Frühe Jahre
Prinz Badr wurde 1932 geboren. Er war der zwanzigste Sohn von König Abd al-Aziz ibn Saud. Seine Mutter war Haya bint Sa’ad al-Sudairi, die am 18. April 2003 an einer ungeklärten Todesursache in Riad im Alter von 90 Jahren starb und dort auch beerdigt wurde. Sie gehörte der einflussreichen Sudairi-Familie an. Prinz Badrs Vollbrüder waren Abdul Majid und Abdulilah. Badr wurde in Riad unterrichtet.

## Karriere
König Saud ernannte Badr 1960 zum Minister für Transport und 1961 zum Minister für Kommunikation. Dieses Amt hatte er jedoch nur für ein Jahr inne, da er sich dann zusammen mit Talal und Fawwaz der Bewegung der Freien Prinzen anschloss, die von 1962 bis 1964 bestand. In dieser Zeit lebte er im Exil, hauptsächlich in Beirut und Kairo. Später wurde er von König Faisal rehabilitiert. Nach seiner Rehabilitation wurde Prinz Badr 1967 zum stellvertretenden Kommandeur der Saudi-Arabischen Nationalgarde (SANG) ernannt. Außerdem war er Mitglied saudischer Delegationen, die für internationale Missionen verantwortlich waren.
Er war verantwortlich für das Al-Jenadriyah, eine jährlich stattfindende kulturelle Veranstaltung, die in und um Riad stattfindet. Obwohl König Abdullah ihn unterstützte, blieb Badr in der Öffentlichkeit eher unbekannt und gehörte nicht zum mächtigen Zweig der Familie. Als stellvertretender Kommandeur der SANG wurde er 2005 Mitglied des neu gegründeten Nationalen Sicherheitsrates. Außerdem wurde er 2007 Mitglied des neu gegründeten Treuhandrates von Saudi-Arabien.
Aufgrund gesundheitlicher Probleme bat Badr im November 2010 darum, aus dem Amt des stellvertretenden Kommandeurs der SANG entlassen zu werden. Nur Minuten später gab die Agentur bekannt, dass sie das Rücktrittsgesuch akzeptiert haben. In diplomatischen Kreisen der Vereinigten Staaten wurde er als Berater von König Abdullah bezeichnet.

## Familie
Prinz Badr war mit seiner Cousine Hussa bint Abdullah Al Sudairi verheiratet, einer Tochter eines Onkels mütterlicherseits. Sie hatten zusammen sieben Kinder, vier Töchter und drei Söhne. Sein ältester Sohn Fahd war Gouverneur der Provinz al-Dschauf. Die Ehefrau von Prinz Fahd ist seine Cousine Sarah bint Abdullah, eine Tochter von König Abdullah und Hussa bint Trad Al Shaalan.

## Tod
Prinz Badr starb am 1. April 2013 im Alter von 81 Jahren. Am 2. April wurde nach dem Asr in der Imam Turki bin Abdullah Moschee in Riad für ihn gebetet.

## Ehrungen
- Malaysia: Ehrenkommandat des Ordens des Verteidigers des Reiches (1982)[26]

## Ahnentafel
| Urgroßeltern | Urgroßeltern | Urgroßeltern | Urgroßeltern | Urgroßeltern | Urgroßeltern |  |  | Faisal ibn Turki Al Saud 1788-1865 | Faisal ibn Turki Al Saud 1788-1865 | Faisal ibn Turki Al Saud 1788-1865 | Faisal ibn Turki Al Saud 1788-1865 | Faisal ibn Turki Al Saud 1788-1865        | Faisal ibn Turki Al Saud 1788-1865        |                                           |                                           | Sarah bint Mishari bin Abdulrahman bin Hassan al-Saud | Sarah bint Mishari bin Abdulrahman bin Hassan al-Saud | Sarah bint Mishari bin Abdulrahman bin Hassan al-Saud | Sarah bint Mishari bin Abdulrahman bin Hassan al-Saud | Sarah bint Mishari bin Abdulrahman bin Hassan al-Saud | Sarah bint Mishari bin Abdulrahman bin Hassan al-Saud |                                |                                | Ahmed al-Kabir bin Mohammed bin Turki al-Sudairi | Ahmed al-Kabir bin Mohammed bin Turki al-Sudairi | Ahmed al-Kabir bin Mohammed bin Turki al-Sudairi | Ahmed al-Kabir bin Mohammed bin Turki al-Sudairi | Ahmed al-Kabir bin Mohammed bin Turki al-Sudairi         | Ahmed al-Kabir bin Mohammed bin Turki al-Sudairi         |                                                          |                                                          | ?                                                        | ?                                                        | ? | ? | ?                              | ?                              |                                |                                |                                |                                |                  |                  |                                      |                                      |                                      |                                      |                                      |                                      |   |   |   |   |
| Urgroßeltern | Urgroßeltern | Urgroßeltern | Urgroßeltern | Urgroßeltern | Urgroßeltern |  |  | Faisal ibn Turki Al Saud 1788-1865 | Faisal ibn Turki Al Saud 1788-1865 | Faisal ibn Turki Al Saud 1788-1865 | Faisal ibn Turki Al Saud 1788-1865 | Faisal ibn Turki Al Saud 1788-1865        | Faisal ibn Turki Al Saud 1788-1865        |                                           |                                           | Sarah bint Mishari bin Abdulrahman bin Hassan al-Saud | Sarah bint Mishari bin Abdulrahman bin Hassan al-Saud | Sarah bint Mishari bin Abdulrahman bin Hassan al-Saud | Sarah bint Mishari bin Abdulrahman bin Hassan al-Saud | Sarah bint Mishari bin Abdulrahman bin Hassan al-Saud | Sarah bint Mishari bin Abdulrahman bin Hassan al-Saud |                                |                                | Ahmed al-Kabir bin Mohammed bin Turki al-Sudairi | Ahmed al-Kabir bin Mohammed bin Turki al-Sudairi | Ahmed al-Kabir bin Mohammed bin Turki al-Sudairi | Ahmed al-Kabir bin Mohammed bin Turki al-Sudairi | Ahmed al-Kabir bin Mohammed bin Turki al-Sudairi         | Ahmed al-Kabir bin Mohammed bin Turki al-Sudairi         |                                                          |                                                          | ?                                                        | ?                                                        | ? | ? | ?                              | ?                              |                                |                                |                                |                                |                  |                  |                                      |                                      |                                      |                                      |                                      |                                      |   |   |   |   |
|              |              |              |              |              |              |  |  |                                    |                                    |                                    |                                    |                                           |                                           |                                           |                                           |                                                       |                                                       |                                                       |                                                       |                                                       |                                                       |                                |                                |                                                  |                                                  |                                                  |                                                  |                                                          |                                                          |                                                          |                                                          |                                                          |                                                          |   |   |                                |                                |                                |                                |                                |                                |                  |                  |                                      |                                      |                                      |                                      |                                      |                                      |   |   |   |   |
| Großeltern   | Großeltern   | Großeltern   | Großeltern   | Großeltern   | Großeltern   |  |  |                                    |                                    |                                    |                                    | Abdul Rahman bin Faisal Al Saud 1850-1928 | Abdul Rahman bin Faisal Al Saud 1850-1928 | Abdul Rahman bin Faisal Al Saud 1850-1928 | Abdul Rahman bin Faisal Al Saud 1850-1928 | Abdul Rahman bin Faisal Al Saud 1850-1928             | Abdul Rahman bin Faisal Al Saud 1850-1928             |                                                       |                                                       |                                                       |                                                       |                                |                                |                                                  |                                                  |                                                  |                                                  | Sarah bint Ahmed al-Kabir bin Mohammed al-Sudairi † 1910 | Sarah bint Ahmed al-Kabir bin Mohammed al-Sudairi † 1910 | Sarah bint Ahmed al-Kabir bin Mohammed al-Sudairi † 1910 | Sarah bint Ahmed al-Kabir bin Mohammed al-Sudairi † 1910 | Sarah bint Ahmed al-Kabir bin Mohammed al-Sudairi † 1910 | Sarah bint Ahmed al-Kabir bin Mohammed al-Sudairi † 1910 |   |   |                                |                                |                                |                                | Sa’ad al-Sudairi               | Sa’ad al-Sudairi               | Sa’ad al-Sudairi | Sa’ad al-Sudairi | Sa’ad al-Sudairi                     | Sa’ad al-Sudairi                     |                                      |                                      | ?                                    | ?                                    | ? | ? | ? | ? |
| Großeltern   | Großeltern   | Großeltern   | Großeltern   | Großeltern   | Großeltern   |  |  |                                    |                                    |                                    |                                    | Abdul Rahman bin Faisal Al Saud 1850-1928 | Abdul Rahman bin Faisal Al Saud 1850-1928 | Abdul Rahman bin Faisal Al Saud 1850-1928 | Abdul Rahman bin Faisal Al Saud 1850-1928 | Abdul Rahman bin Faisal Al Saud 1850-1928             | Abdul Rahman bin Faisal Al Saud 1850-1928             |                                                       |                                                       |                                                       |                                                       |                                |                                |                                                  |                                                  |                                                  |                                                  | Sarah bint Ahmed al-Kabir bin Mohammed al-Sudairi † 1910 | Sarah bint Ahmed al-Kabir bin Mohammed al-Sudairi † 1910 | Sarah bint Ahmed al-Kabir bin Mohammed al-Sudairi † 1910 | Sarah bint Ahmed al-Kabir bin Mohammed al-Sudairi † 1910 | Sarah bint Ahmed al-Kabir bin Mohammed al-Sudairi † 1910 | Sarah bint Ahmed al-Kabir bin Mohammed al-Sudairi † 1910 |   |   |                                |                                |                                |                                | Sa’ad al-Sudairi               | Sa’ad al-Sudairi               | Sa’ad al-Sudairi | Sa’ad al-Sudairi | Sa’ad al-Sudairi                     | Sa’ad al-Sudairi                     |                                      |                                      | ?                                    | ?                                    | ? | ? | ? | ? |
|              |              |              |              |              |              |  |  |                                    |                                    |                                    |                                    |                                           |                                           |                                           |                                           |                                                       |                                                       |                                                       |                                                       |                                                       |                                                       |                                |                                |                                                  |                                                  |                                                  |                                                  |                                                          |                                                          |                                                          |                                                          |                                                          |                                                          |   |   |                                |                                |                                |                                |                                |                                |                  |                  |                                      |                                      |                                      |                                      |                                      |                                      |   |   |   |   |
| Eltern       | Eltern       | Eltern       | Eltern       | Eltern       | Eltern       |  |  |                                    |                                    |                                    |                                    |                                           |                                           |                                           |                                           |                                                       |                                                       |                                                       |                                                       | Abd al-Aziz ibn Saud 1875-1953                        | Abd al-Aziz ibn Saud 1875-1953                        | Abd al-Aziz ibn Saud 1875-1953 | Abd al-Aziz ibn Saud 1875-1953 | Abd al-Aziz ibn Saud 1875-1953                   | Abd al-Aziz ibn Saud 1875-1953                   |                                                  |                                                  |                                                          |                                                          |                                                          |                                                          |                                                          |                                                          |   |   |                                |                                |                                |                                |                                |                                |                  |                  | Haya bint Sa’ad al-Sudairi 1913-2003 | Haya bint Sa’ad al-Sudairi 1913-2003 | Haya bint Sa’ad al-Sudairi 1913-2003 | Haya bint Sa’ad al-Sudairi 1913-2003 | Haya bint Sa’ad al-Sudairi 1913-2003 | Haya bint Sa’ad al-Sudairi 1913-2003 |   |   |   |   |
| Eltern       | Eltern       | Eltern       | Eltern       | Eltern       | Eltern       |  |  |                                    |                                    |                                    |                                    |                                           |                                           |                                           |                                           |                                                       |                                                       |                                                       |                                                       | Abd al-Aziz ibn Saud 1875-1953                        | Abd al-Aziz ibn Saud 1875-1953                        | Abd al-Aziz ibn Saud 1875-1953 | Abd al-Aziz ibn Saud 1875-1953 | Abd al-Aziz ibn Saud 1875-1953                   | Abd al-Aziz ibn Saud 1875-1953                   |                                                  |                                                  |                                                          |                                                          |                                                          |                                                          |                                                          |                                                          |   |   |                                |                                |                                |                                |                                |                                |                  |                  | Haya bint Sa’ad al-Sudairi 1913-2003 | Haya bint Sa’ad al-Sudairi 1913-2003 | Haya bint Sa’ad al-Sudairi 1913-2003 | Haya bint Sa’ad al-Sudairi 1913-2003 | Haya bint Sa’ad al-Sudairi 1913-2003 | Haya bint Sa’ad al-Sudairi 1913-2003 |   |   |   |   |
|              |              |              |              |              |              |  |  |                                    |                                    |                                    |                                    |                                           |                                           |                                           |                                           |                                                       |                                                       |                                                       |                                                       |                                                       |                                                       |                                |                                |                                                  |                                                  |                                                  |                                                  |                                                          |                                                          |                                                          |                                                          |                                                          |                                                          |   |   |                                |                                |                                |                                |                                |                                |                  |                  |                                      |                                      |                                      |                                      |                                      |                                      |   |   |   |   |
| Kind         | Kind         | Kind         | Kind         | Kind         | Kind         |  |  |                                    |                                    |                                    |                                    |                                           |                                           |                                           |                                           |                                                       |                                                       |                                                       |                                                       |                                                       |                                                       |                                |                                |                                                  |                                                  |                                                  |                                                  |                                                          |                                                          |                                                          |                                                          |                                                          |                                                          |   |   | Badr ibn Abd al-Aziz 1933-2013 | Badr ibn Abd al-Aziz 1933-2013 | Badr ibn Abd al-Aziz 1933-2013 | Badr ibn Abd al-Aziz 1933-2013 | Badr ibn Abd al-Aziz 1933-2013 | Badr ibn Abd al-Aziz 1933-2013 |                  |                  |                                      |                                      |                                      |                                      |                                      |                                      |   |   |   |   |